# Steinach (Neckar, Nürtingen)
Die Steinach ist ein rechter Zufluss des Neckars in Nürtingen im mittleren Baden-Württemberg.

## Geographie

### Verlauf

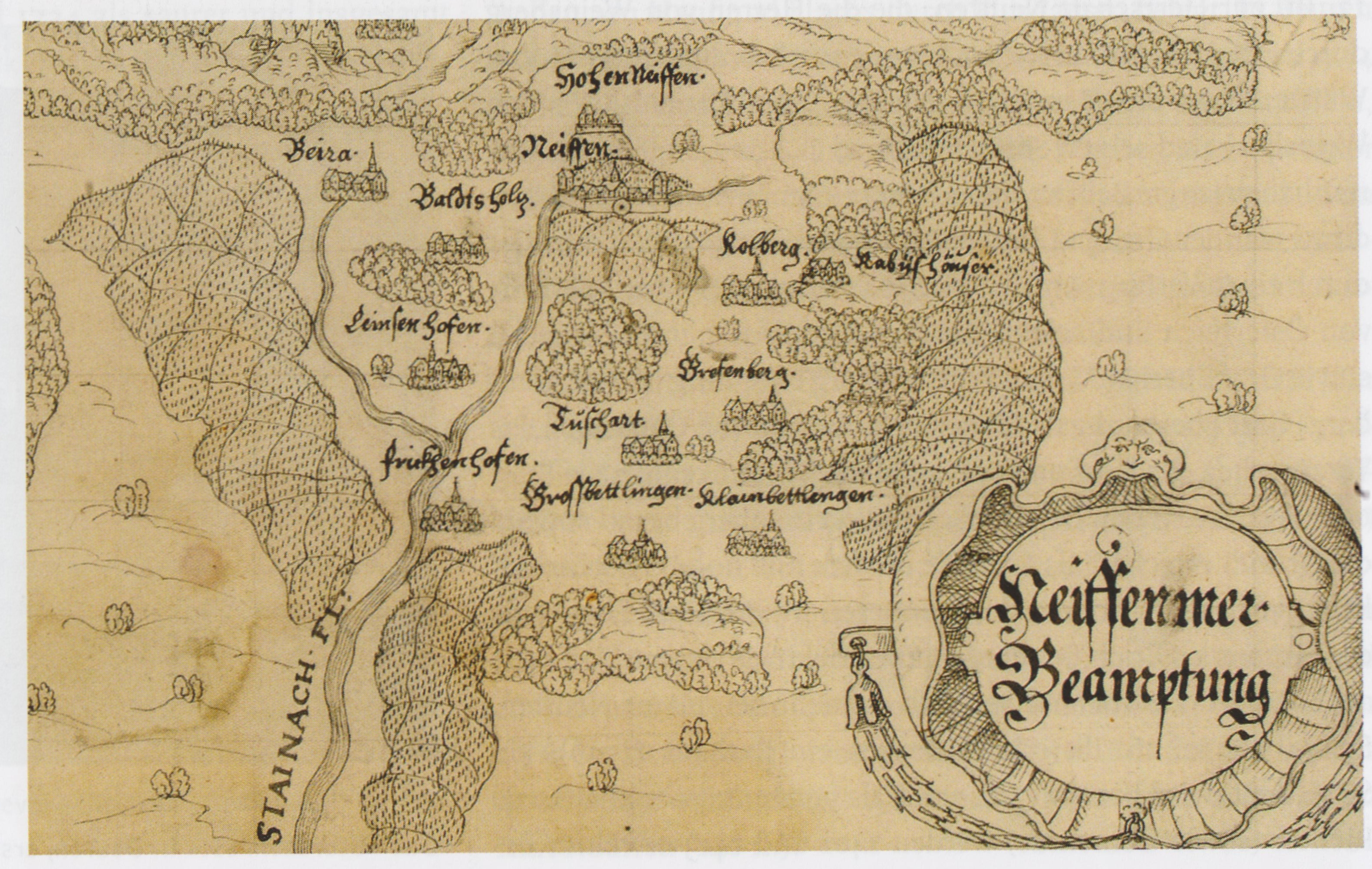
Der obere Verlauf der Steinach auf einer Karte um 1600

Die Steinach entsteht in der Neuffener Talspinne zu Füßen des Hohenneuffen und der Schwäbischen Alb aus dem Zusammenfluss zweier Quellbäche, die mündungsfernste Quelle ist dabei die des rechten Grendenbachs (oder Wendenbachs?) in ca. 495 m am Winnender Berg südöstlich von Neuffen. Die Steinach läuft dann beständig nach Norden, erst durchs Neuffener Tal mit den Orten Neuffen, Linsenhofen – dort mündet von rechts der Beurener Bach –, Frickenhausen – dort mündet von links der Krummbach – und mündet dann selbst in Nürtingen nach 13,2 km, von der genannten Quelle aus gerechnet, in einer Höhe von ca. 273 m von rechts in den Neckar.

### Einzugsgebiet
Die Steinach hat ein 45,6 km² großes Einzugsgebiet, dessen oberster Teil den Albtrauf der Mittleren Kuppenalb von der Bassgeige im Nordosten bis zum Jusiberg im Westen umfasst und also zum Naturraum der Schwäbischen Alb gerechnet wird. Hier liegt sein mit 745,2 m ü. NHN höchster Punkt im Bereich einer Schanze über der Quellklinge Bauernloch des Dürrenbachs. Die Gewässer entstehen jedoch erst darunter im  Vorland der mittleren Schwäbischen Alb, dessen Unterraum  Neuffen-Vorberge bis nach Frickenhausen reicht und so den größten Teil des Einzugsgebietes umfasst. Danach durchquert die Steinach den schmaleren Streifen des Unterraums Erms-Steinach-Albvorland und wechselt dann im südlichen Nürtingen in den Unterraum Nürtinger-Esslinger Neckartal der Filder, in dem der Fluss auch mündet.Nürtinger-Esslinger Neckartal
Reihum grenzen die Einzugsgebiete der folgenden Nachbargewässer an, die sämtlich ebenfalls zum Neckar laufen:
- auf der Albhochfläche jenseits des Bogens von etwa dem höchsten Punkt bis zum Sporn des Jusibergs entwässern alle Konkurrenten zur bedeutenderen Erms, die ein gutes Stück flussaufwärts der Steinach den gemeinsamen Vorfluter erreicht;
- jenseits des längstens Teils der anschließenden, etwa nach Norden zur Mündung ziehenden linken Wasserscheide im tieferen Vorland entwässert die Autmut den Abfluss der anderen Seite, zuallerletzt in Nürtingen dann ein unbedeutender Bach;
- in Nürtingen mündet der etwas kleinere Tiefenbach wenig unterhalb der Steinach, er konkurriert mit seinen Zuflüssen hinter der rechten, nordöstlichen Wasserscheide bis zum Albtrauf auf der Bassgeige;
- die Albhochfläche hinter einem Stück südöstlicher Einzugsgebietsgrenze von der Bassgeige bis zurück etwa zum höchsten Punkt  entwässert zur „Lenninger“ Lauter, einem  wiederum größeren Konkurrenten weiter flussabwärts zum Neckar.

### Zuflüsse
Direkte Zuflüsse von der Quelle zur Mündung. Auswahl.
- Grendenbach (oder Wendenbach?[1]), rechter Hauptstrang-Oberlauf bis wenig vor Neuffen
- Spadelbach, linker Nebenstrang-Oberlauf bis wenig vor Neuffen
- Dentelbach, von links nach dem Ortskern in Neuffen
- Sulzbach, von rechts am Umspannwerk im nördlichen Neuffen
- (Bach von der Sinkhalde), von links nach dem Ortsende von Neuffen
- Balzholzer Bach oder Seebach, von rechts nahe dem Haldenhof von Beuren
- Haldenbach, von rechts nahe dem Haldenhof von Beuren
- (Bach aus dem Heimentobel), von rechts
- Beurener Bach, Oberlaufname Tobelbach, von rechts im südlichen Linsenhofen, 5,3 km und 7,5 km²
- Pfennigsbach, von links nach dem Ortskern in Linsenhofen
- Kutzenbach, von rechts durchs nördliche Linsenhofen
- Klemmerbach, von rechts am Friedhof in Frickenhausen
- Krummbach, von links gegenüber dem nördlichen Frickenhausen
- Annamadelesteich, von links gegenüber dem nördlichsten Frickenhausen
- (Bach aus dem Schollentobel), mit längerem linken Oberlauf Ghaibach, von links im südlichsten Nürtingen
- Humpfenbach, von links im südlichen Nürtingen

## Umwelt

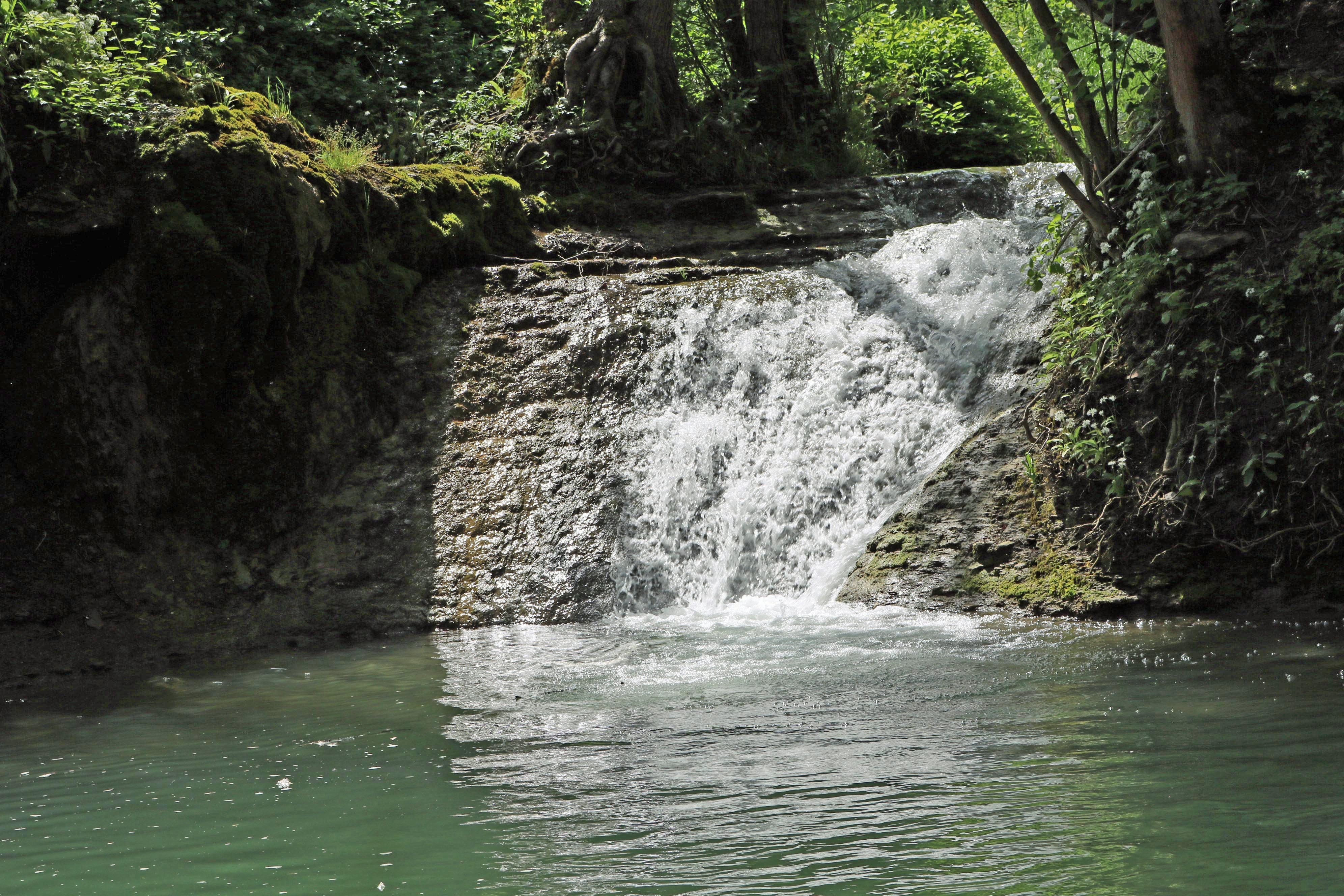
Naturdenkmal Großes Gieß

- Zwischen Neuffen und Frickenhausen-Linsenhofen bildet die Steinach den Wasserfall Großes Gieß, der ein Naturdenkmal und ein Geotop ist.[3][4]
- Das Mündungsgebiet der Steinach in den Neckar ist trotz der Stadtlage noch naturnah.[5]

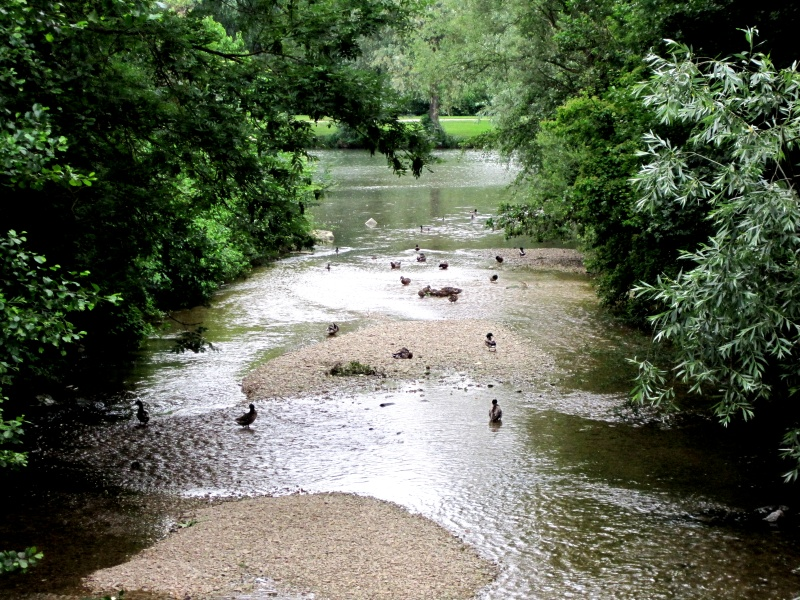
Mündung der Steinach in den Neckar

## Fauna
- Die Steinach gehört zum Revier der seltenen Eisvögel[6]
- An der Steinach gab es die ungewöhnliche Beobachtung, wie ein Graureiher eine große Wanderratte fraß[7]